# 몽골인
몽골인(몽골어: Монголчууд)은 몽골에 거주하는 몽골계 민족이다. 러시아, 중국(주로 내몽골 자치구)에 거주하는 재외 몽골인도 존재한다. 몽골인들의 모국인 몽골에서는 300만명 이상이 살며, 러시아의 재외 몽골인은 200만명 정도이다. 중국 내몽골 지역에 사는 몽골인들은 멍구족(중국어: 蒙古族)으로 불리며 한국계 소수 민족인 조선족과 유사하게 중국 내 소수민족으로 분류된다.

## 기원
탁발선비가 원거주지인 알선동을 떠난 뒤 ‘실위’가 출현할 때까지 어떠한 북방 종족도 대규모로 이동해오거나 갔다는 기록이 문헌에 남아 있지 않다. 그러므로 실위인은 서쪽으로 옮겨가지 않고 남아 있던 탁발선비의 잔여세력으로 탁발선비와 기본적으로 같은 원류라고 할 수 있다. 실위 중에서 몽골족의 선조인 몽올실위는 《구당서》와 《신당서》 등에 기술된 20부 실위의 하나였다. 《구당서》와 《신당서》는 몽올실위가 망건하(望建河, 《신당서》는 室建河로 기록함)의 남쪽에 있다고 했는데 망건하는 지금의 아르군강 및 아무르강(헤이룽강)에 해당된다. 이들은 본래 다싱안링의 서쪽인 아르군 강으로부터 헤이룽강 상류의 산림과 초원이 교차하는 지역에 거주하고 있었다. 9세기 중엽 위구르 제국의 붕괴를 계기로 실위인들이 대이동을 단행하자, 몽올실위도 수렵과 유목이 교차하는 곳인 헨티산맥의 오논강 유역으로 이동해왔다. 몽골의 기원에 관해 라시드 앗딘은 이렇게 설명하고 있다.
믿을 만한 사람들의 이야기에 의하면, 다른 종족들이 몽골종족에 대해 승리를 거두었는데 얼마나 많이 참살시켰던지 두 남자와 두 여자를 빼곤 아무도 살아남지 못했다고 한다. 두 가족은 적에 대한 두려움 때문에 험준한 곳으로 도망쳤는데 그 주변은 모두 산과 숲이었고 통과하기에 지극히 어려운 좁고 험한 길 하나를 제외하고는 어느 방향에서도 없었다. 그 산지 중간에는
목초가 풍부한 아름다운 초원이 있었는데 그곳의 이름이 에르구네 쿤이었다. 쿤의 뜻은 협곡이고 에르구네는 ‘가파르다’이니 곧 ‘가파른 산애(山崖)’를 의미한다. 그 두 사람의 이름은 네쿠즈와 키얀이었고 그들과 그 후손들 오랫동안 그곳에 머물렀다. 혼인을 통해서 (숫자가) 많아졌다.

라시드 앗딘의 설명은 몽골족이 에르구네를 기반으로 성장해왔음을 보여주는데, 이것은 몽올실위가 에르구네 일대에 거주했다는 한문 기록과도 일치한다. 몽골이라는 명칭이 가장 먼저 보이는 한문 사료는 《구당서》「북적전(北狄傳)」으로 ‘몽올(蒙兀)’이라 했고, 《신당서》「북적전」에서는 ‘몽와(蒙瓦)’라고 했는데, 당시 음운 통례상 올(兀)과 와(瓦)는 같은 음이다. 요·금시대의 한문 문헌에서 ‘맹고(萌古)’, ‘맹골(萌骨)’, '몽골(朦骨)' 등으로 표기되다가 12세기 말경에 ‘몽고(蒙古)’로 표기되기 시작한다.. 또한 《몽골비사》에서는 “칭기스칸의 뿌리가 되는 부르테 치노와 고아 마랄이 ‘텡기스(Tengis)’를 건너와 오논강의 발원지인 부르칸 칼둔에 터를 잡았다”고 했다. 여기서 ‘텡기스’는 튀르크어로 바다를 의미하지만, 내륙 한가운데 바다는 호수일 가능성이 크다. 실제 몽골인들은 큰 호수를 바다를 의미하는 ‘달라이(Dalai)’로 표기하는 경우가 많기 때문에 ‘텡기스’가 ‘쿨룬호’가 될 가능성이 농후하다. 다싱안링 서쪽지역의 에르구네(아르군 강)와 훌룬 부이르 초원에 거주하던 몽올실위가 몽골의 직접 조상이 된다는 것이 많은 사료를 통해서 입증되고 있다.
840년, 위구르 제국의 멸망은 몽올실위를 비롯한 실위인들의 몽골리아 진출을 용이하게 했다. 뿐만 아니라 이주한 실위인들은 당시 대제국을 건설했던 튀르크와 위구르의 선진문화와 유목경제를 흡수함으로써 커다란 변화를 겪게 되었다. 이것은 실위인들이 흥안령 서쪽의 에르구네하 일대에서 수렵과 약간의 목축, 농경을 하던 경제에서 기마 양 유목경제로 본질적인 전환을 했음을 의미한다. 다시 말해, 유목경제로의 전환은 싱안링 일대의 수렵과 원시농경에 비해 보다 안정적인 생산을 보장해줄 수 있었기 때문에 초원으로 이주한 수렵민은 유목민이 되었고, 이들의 기마 양 유목민화는 몽골 초원의 새로운 변화를 예고하고 있었다. 몽골 초원이라는 생태환경에서 초원 기마 양 유목민으로 전환한 몽올실위는 향상된 기동력을 발판으로 크고 작은 부족 전쟁을 통해 강력한 세력으로 급부상했다. 이후 몽올실위를 주체로 실위인들이 점차 몽골족
으로 응집되었고, 싱안링을 포함해 실위인들이 거주하고 활동했던 모든 지역은 몽골제국의 통치권 아래 흡수되었다.

## 역사
오늘날 몽골인의 전신은 동호족 계통에 속하는 몽올실위로 몽골을 지배했던 흉노족, 돌궐족의 혼혈 민족이다.
중앙아시아 북부를 장악한 흉노족은 크게 코카서스계 유럽인종과 몽골로이드 아시아 유목 민족이 있었다. 이들을 튀르크족이라고 부른다. 흉노 무덤에서는 코카서스계 유럽인종과 몽골로이드 유골이 함께 출토되었다. 튀르크족이 몽골과 동아시아를 휩쓸고, 튀르크족의 지배층이 동호에 남게 되면서 이 시점에 동호족의 일파는 현재 몽골 지역인 바이칼, 울란바타르로 이동하였다. 이 동호족의 일파들이 오늘날 몽골인의 전신인 몽올실위로 추정된다.

### 근대 역사
전란에 휘말렸으나 1921년 담딘 수흐바타르가 전란을 수습하고 1924년 국호를 몽골 인민 공화국이라 함에 따라 세계에서 두 번째로 공산주의 국가가 되었다. 그 이후 소련의 영향력이 막강해졌으며 중국과 소련의 분쟁이 발생할 때 옛 소련을 지원하였다. 그에 힘입어 코메콘 가맹 국가도 몽골에 경제적 지원을 해 주었다. 1992년에 복수정당제를 원칙으로 하는 민주주의 국가로 변화, 공산주의 체제를 버리고 사회적 시장경제를 도입했다.

## 몽골 부족

### 중세
- 몽올실위 : 대부분의 몽골 부족들의 전신이 된 동호계 민족으로, 현재는 사멸하였다.
- 몽골부 : 몽골 제국의 전신인 부족이다.
  - 보르지긴 : 몽골 제국의 창건자인 칭기즈 칸의 씨족이다.
- 나이만부
- 케레이트부
- 메르키트부
- 타타르부

### 근현대
- 오이라트
  - 준가르
- 할하인 : 오늘날 몽골인의 대다수를 차지하는 부족이다.

### 몽골 밖의 몽골족

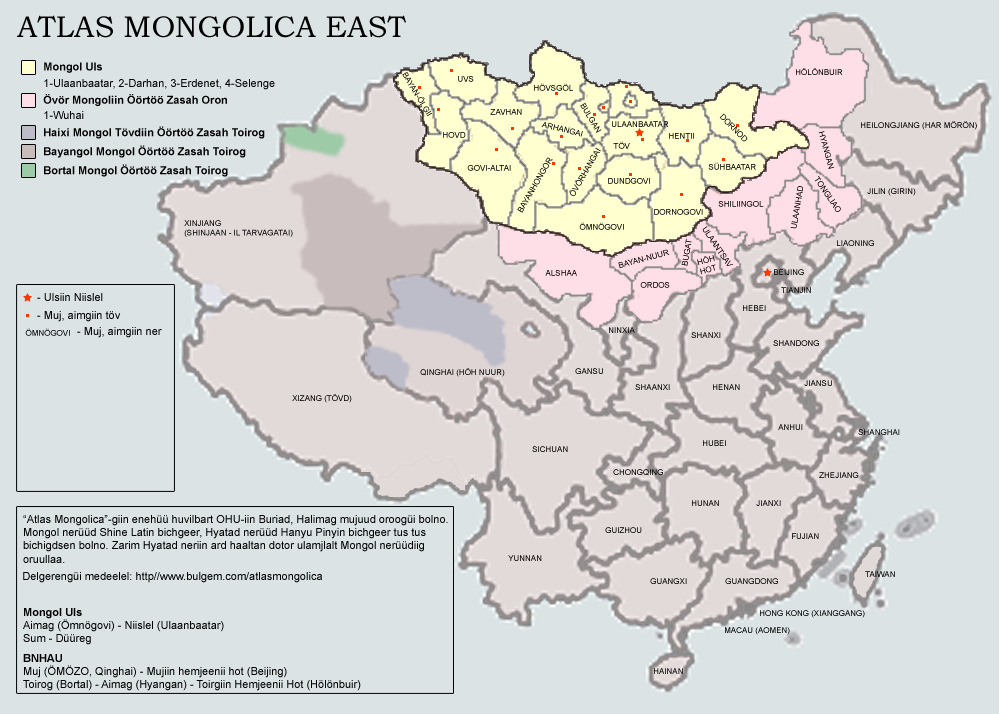
몽골과 중화인민공화국의 몽골족 자치 구역

중국의 자치구인 내몽골 자치구는 중국 몽골족 자치구이지만, 이 지역의 다수 민족은 한족이다. 러시아에도 몽골족 자치 지역이 있는데 칼미크 공화국과 우스티오르딘스키부랴트 자치구, 아긴스크부랴트 자치구, 부랴트 공화국이 바로 그것이다.

## 언어
키릴 문자가 주로 사용된다. 현재는 몽골 민주 공화국에서 몽골 문자를 학교에서 배우기도 한다. 현대 몽골어는 러시아어 차용어가 소수 있다.

## 전통 문화
백식은 유제품을 말하고 홍식은 육류(주로 소, 양, 염소고기 등)를 말한다. 백식은 몽골어로 순결하고 고상한 음식이라는 뜻으로 귀한 손님이 오면 통상적으로 반드시 접대하며 가족이나 친지 중의 한 사람이 먼 길을 떠날 때도 백식을 먹게 하여 안전한 여행을 기원한다. 홍식은 몽골어로 붉은 음식이라는 뜻으로 시집을 갈 때는 반드시 삶은 양의 가슴고기를 먹음으로 가족들과의 이별을 나타낸다. 몽골인의 거의 대부분은 원나라가 중국 한족을 지배할 때 중국 지역에서만 믿고 있었던 라마 불교를 믿는다.

## 같이 보기
- 몽골
- 외몽골
- 내몽골 자치구
- 재일몽골인